# 驅逐出場

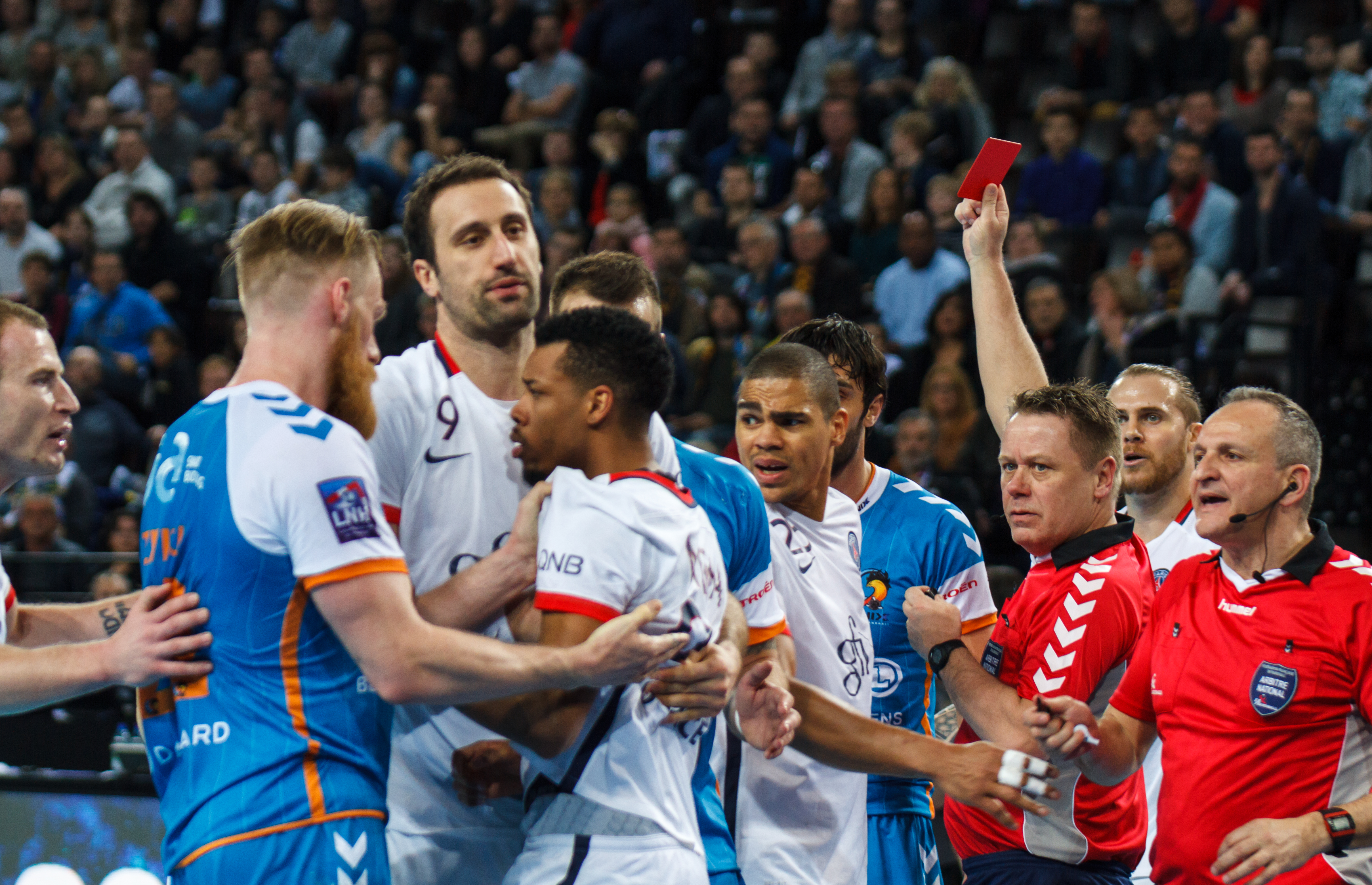
在裁判舉起紅牌後，一名法國手球球員從比賽中退場。

驅逐出場，在體育運動中，或稱退場、離場或取消資格（有时根据disqualification简写为DSQ或DQ），是一項裁判給予違反比賽規則的參賽運動員之懲罰。儘管每種運動的違規行為都不同，但一般而言，當參賽者在比賽中對另一位參賽者施加的行為踰越了普遍被接受的運動範圍時，會被認為是足以命令其退場的暴力行為。此外，汙辱裁判或運動員、使用體育禁藥也都會被判退場。當違規的運動員被判退場時，違規者必須離開比賽場地，如果違規者不從，可能會受到更大的懲罰，例如禁賽或罰款。

## 棒球中的驅逐出場
- 投手投出故意觸身球導致雙方起衝突的時候（驅逐該名投手和起鬨者。）
- 不滿判決，上前理論而爆發口角（驅逐該總教練）
- 對於主審的好壞球判決進行理論（驅逐該名理論的球員、教練或總教練。）
- 場上的衝突（視衝突情況決定）
- 刻意衝撞任何一位裁判員（視情況給予禁賽數場）
- 對裁判員下的最後裁決不滿，率隊罷賽（視為全隊被驅逐出場。）
- 挑釁對方球隊的隊員，造成比賽雙方不能繼續進行比賽時（驅逐該名挑釁者。）